# رالي البرتغال 1973
رالي البرتغال 1973 هو سباق رالي أقيم في الفترة من 13 مارس 1973 إلى 18 مارس 1973. كانت الجولة الثالثة ضمن بطولة العالم للراليات موسم 1973. ويتكون الرالي من 32 مرحلة. ولقد فاز بهِ الفرنسي جان لوك ثيرير.